# Missiliata
Missiliata (en rus: Мисилята) és un poble del krai de Perm, a Rússia, que en el cens del 2010 tenia 24 habitants.